# El beso de la tierra
El beso de la tierra és una pel·lícula espanyola de curtmetratge del 1999 dirigida per Lucinda Torre i ambientada a Astúries.

## Sinopsi
Pablo és un asturià originari de la conca minaire que va emigrar a París i hi viu com a escriptor. Quan decideix tornar per comunicar una notícia al seu millor amic, es troba amb records i realitat que l'enfronten amb una realitat tràgica.

## Repartiment
- Pedro Mari Sánchez - Pablo
- Asunción Balaguer - Amalia
- Tomás del Estal - Javier
- Txema Blasco - José
- Emma Aguirre - Mari

## Nominacions i premis
Nominada al Goya al millor curtmetratge de ficció. Va guanyar el premi especial del jurat al Festival Internacional de Cinema de Gijón i el premi de l'audiència del Festival Internacional de Cinema de Dones de Créteil.